# Hieronyma scabra
Hieronyma scabra là một loài thực vật có hoa trong họ Diệp hạ châu. Loài này được M�ll. Arg. mô tả khoa học đầu tiên năm 1865.